# Ovsiukî, Hrebinka
Ovsiukî (în ucraineană Овсюки) este localitatea de reședință a comunei Ovsiukî din raionul Hrebinka, regiunea Poltava, Ucraina.

## Demografie
Componența lingvistică a localității Ovsiukî
     Ucraineană (98,52%)
     Rusă (1,24%)
     Alte limbi (0,25%)
Conform recensământului din 2001, majoritatea populației localității Ovsiukî era vorbitoare de ucraineană (98,52%), existând în minoritate și vorbitori de rusă (1,24%).